# Alfred Alvarez
Alfred (Al) Alvarez (ur. 5 sierpnia 1929 w Londynie, zm. 23 września 2019 tamże) – brytyjski pisarz, krytyk, poeta pochodzenia żydowskiego.
Jego matka była Aszkenazyjką, zaś ojciec Sefardyjczykiem. Absolwent Uniwersytetu Oksfordzkiego.

## Dzieła
- The End of It, 1958, poezja
- The Shaping Spirit, 1958, nonfiction
- The New Poetry, 1962, antologia
- The School of Donne, 1962, nonfiction
- Beyond All This Fiddle, 1968, nonfiction
- Apparition, 1971, poezja
- The Savage God, 1971, nonfiction, (Bóg i bestia)
- The Legacy, 1972, poezja
- Hers , 1974, proza
- Autumn to Autumn and Selected Poems 1953–1976, 1978, poezja
- Hunt, 1978, proza
- The Biggest Game in Town, 1983, nonfiction
- The Day of Atonement, 1991, proza
- Where Did It All Go Right?, 2002, nonfiction
- Feeding the Rat, 2003, proza
- The Writer's Voice, 2006, nonfiction
- Night. Night Life, Night Language, Sleep and Dreams , 1994, nonfiction
- Risky Business, 2007, nonfiction